# Synsepalum ulugurense
Synsepalum ulugurense là một loài thực vật có hoa trong họ Hồng xiêm. Loài này được (Engl.) Engl. miêu tả khoa học đầu tiên năm 1904.